# So Young
So Young är en låt av den brittiska gruppen Suede, utgiven som singel den 17 maj 1993. Singeln är den fjärde och sista från debutalbumet Suede.

## Låtlista

### Singel, kassett
1. "So Young"
2. "High Rising"

### Maxisingel, CD-singel
1. "So Young"
2. "Dolly"
3. "High Rising"

## Medverkande
- Brett Anderson – sång
- Bernard Butler – gitarr, piano
- Mat Osman – elbas
- Simon Gilbert – trummor